# 선혜청
선혜청(宣惠廳)은 1608년(광해군 원년) 공물세로 현물 대신 대동미와 포·전을 받기 위해 설립한 관청이다. 이 관청의 미곡 창고로는 남창(南倉)이 있었다.

## 개설
지방에는 경기·강원·호서·호남·영남·해서에 8개 지청(支廳)을 두었다. 이 선혜청은 대동법이 경기도에 실시될 때 경기청과 상평청을 병합하여 발족한 관청이다.
여러 도(道)에 대동법이 확장 실시됨에 따라 시책 및 사무 일원화를 위해 해도(該道)의 대동청을 흡수하여 확대되어 갔으며, 균역청까지 산하에 둠으로써 조선 후기에서 가장 비대한 재정 기관의 위치를 차지하게 되었다. 그러나 선혜청 산하의 각 청은 전반적인 시책의 경우를 제외하고는 해당 청(廳)의 낭청(郎廳)에 의해 독립적으로 사무를 수행한 것으로 보인다.
물가조절과 진휼모곡(賑恤耗穀)을 겸했던 상평청(常平廳), 진구(賑救)를 전담했던 진휼청(賑恤廳), 균역법(均役法)에서의 군관포(軍官布)와 결작미(結作米) 및 어·염·선세(魚鹽船稅) 등을 관리했던 균역청(均役廳)이 순차로 속하게 되었다. 따라서 호조를 능가하는 최대 재정기관이 되었다.
선혜청은 조선 말까지 존속하다가 1894년 갑오개혁 때 대동법의 폐지와 함께 혁파되었다.

## 관원
- 정1품 도제조(都提調 3명 : 의정부 영의정, 좌의정, 우의정 겸직
- 제조(提調) 3명 : 종2품 이상 관원 겸직 (1명은 호조판서 겸직)
- 종6품 낭청(郎廳) 5명

## 청사 및 창고
선혜청 청사는 현재 서울특별시 세종로에 있는 숭례문 동편의 남대문시장 자리에 있었다. 즉, 대동법 폐지로 선혜청이 혁파되자 숭례문 주변 길가에 있던 시장이 선혜청 안쪽으로 이전되었다. 선혜청 청사는 선혜청 관원이 근무하는 상대청(上大廳)과 부속 건물인 하대청(下大廳), 신대청(新大廳) 등 10여 동의 건물 및 경기고(京畿庫), 강원고(江原庫) 등 80여 칸의 창고 구성되어 있었다.
- 선혜청 본청 : 숭례문 남동쪽 소재
- 내청고(內廳庫) : 본청 소재 창고
- 별창(別倉) : 서소문인 소의문 안 소재
- 남창(南倉) : 주자동(鑄子洞) 소재
- 북창(北倉) : 삼청동(三淸洞) 소재
- 강창(江倉) : 용산(龍山) 소재
- 구진창(舊賑倉) : 강창 뒤에 소재 (예전 진휼청 창고)
- 신창(新倉)[1] : 만리현(萬里峴) 소재
- 평창(平倉) : 창의문 밖 탕춘대(蕩春臺) 소재
- 동창(東倉) : 이현(梨峴)[2] 소재 (예전 장용영 창고)

## 같이 보기
- 선혜청 사목
- 대동법
- 균역청